# Tazilly
Tazilly ist eine französische Gemeinde mit 184 Einwohnern (Stand: 1. Januar 2022) im  Département Nièvre in der Region Bourgogne-Franche-Comté. Sie gehört zum Arrondissement Château-Chinon (Ville) und zum Kanton Luzy. Die Einwohner werden Tazillycois genannt.

## Geographie
Tazilly liegt etwa 60 Kilometer ostsüdöstlich von Nevers am Rande des Morvan. Umgeben wird Tazilly von den Nachbargemeinden Fléty im Norden, Luzy im Nordosten, Issy-l’Évêque im Osten und Südosten, Marly-sous-Issy im Süden, Cressy-sur-Somme im Südwesten, Ternant im Westen sowie Savigny-Poil-Fol im Nordwesten.

## Bevölkerungsentwicklung
| Jahr                       | 1962 | 1968 | 1975 | 1982 | 1990 | 1999 | 2006 | 2011 | 2016 |
| -------------------------- | ---- | ---- | ---- | ---- | ---- | ---- | ---- | ---- | ---- |
| Einwohner                  | 457  | 408  | 357  | 347  | 250  | 253  | 254  | 247  | 202  |
| Quellen: Cassini und INSEE |      |      |      |      |      |      |      |      |      |

## Sehenswürdigkeiten
- Menhir von Chigy
- Kirche
- Schloss Chigy aus dem 19. Jahrhundert
- Schloss Ponay aus dem 19. Jahrhundert
- Wehrhof von Marsandet aus dem 17. Jahrhundert